# 国璽尚書
国璽尚書（こくじしょうしょ）は、ヨーロッパの各国で国璽を管理する官職。

## イギリス
イギリスの国璽尚書(英語: Lord Keeper of the Great Seal of England、のちにof Great Britain）は、イングランド時代から（イギリス時代になっても）続く官職で、その職務は国璽・御璽の管理である。現在は王璽尚書に統合されている。

### 沿革
エドワード懺悔王によって採用されたと言われる国璽は、当初は大法官にその管理を託されていた。だが、トマス・ベケットの頃から大法官の仕事の重要性も増し、大法官は聖職者でありながら司教区の仕事だけでなく時にはイングランドの外に出張するようにもなった。このため、この場合の国璽はその時々の「大法官代理」もしくは「尚書」が保管するようになった。
のちに国璽尚書は独立した官職名になり、国璽とそれに関連する全ての行政事務手続きを統括することになる。ただし尚書は（必ずしもそうとは限らないが）通常は貴族で、王の意に適う限りはその地位を有しうるが、大法官のように国王特許状によって任命されるわけでなく、単に国璽を送付されることによって実質的に任命される。
その地位が大きく変わるのはエリザベス1世の時である。当時の国璽尚書はニコラス・ベーコンである。エリザベス女王はニコラスのために、その地位の大幅な向上、法律の執行権、商品取引の際の関税の免除など、大法官並みの特権を与えることを宣言した。
その後の1761年、これまで大法官と兼務が多かった国璽尚書の官職自体が廃止され、その職務は大法官府に統合された。最後の国璽尚書はロバート・ヘンリー卿であった。さらに時代が下った1873年、大きくなりすぎた大法官の職域・権限を縮小するため、国璽・御璽の管理については王璽尚書（国王の私的な印章を管理する官職）に移管された。王璽尚書は現在もイギリス内閣の閣僚ポストとして存在している。

## フランス
フランスの国璽尚書（フランス語: Garde des Sceaux）は、第五共和政においては司法大臣が兼務しており、国璽は司法省の大臣執務室に保管されている。